# Antigénio carcinoembrionário
O antígeno carcinogênico embrionário (português brasileiro) ou antígeno carcinoembrionário (português europeu) é uma glicoproteína envolvida na adesão celular. É normalmente produzida durante o desenvolvimento fetal, cesando-se antes do nascimento. Por esse motivo, este antigénio não se encontra, de modo geral, presente no sangue dos adultos, apesar de se poderem encontrar níveis elevados nos indivíduos com fortes hábitos tabágicos.
Atualmente sabe-se que o antígeno carcinoembrionário se encontra em níveis elevados em indivíduos com carcinomas colorectal, cancro de pulmão e outros, sendo usado para monitorizar a resposta ao tratamento do cancro, mas não é útil para o rastreamento do mesmo em indivíduos de maior risco.